# Ziencowa
Ziencowa (ros. Зенцова) – wieś (dieriewnia) w Rosji, w obwodzie irkuckim, w rejonie niżnieudińskim. W 2010 liczyła 164 mieszkańców.